# Bataille du canyon de Chelly
Guerres navajos
La bataille du canyon de Chelly est un épisode des guerres navajos qui eut lieu en janvier 1864 dans le canyon de Chelly, bastion des Navajos. L'expédition marque le dernier affrontement majeur entre l'armée des États-Unis et les Navajos et précipite leur « longue marche ».